# Lockwood-Mathews Mansion
Lockwood-Mathews Mansion ist ein Landhaus in Norwalk, das heute als Museum dient.

## Geschichte
Das Bauwerk mit seinen 62 Zimmern wurde 1868 von Detlef Lienau für den Banken- und Eisenbahnmillionär LeGrand Lockwood erbaut. Dieser hatte 1863 etwa 30 Acres Land zwischen der West Avenue und dem Norwalk River gekauft, um hier sein Haus errichten zu lassen. Lockwoods Haus gilt als eines der ältesten und schönsten Bauwerke des Second Empire in den USA und als ein Hauptwerk Lienaus, der mit amerikanischen Handwerkern und zahlreichen eingewanderten Künstlern zusammenarbeitete. Das historistische Bauwerk, das viele Stilrichtungen in sich vereint, besitzt einen Grundriss in Form eines griechischen Kreuzes und Außenmauern aus Granit. Über der Eingangstür sind Lockwoods Initialen zu sehen. Den Park gestaltete Frederick Law Olmsted.
1864 wurde mit dem Bau begonnen; 1868 zog der Hausherr ein, der von diesem Anwesen aus zwei Quellen seines Reichtums im Auge behalten konnte: Norwalk Horse Railway und Danbury-Norwalk Railroad.
Doch LeGrand Lockwood, der zu den Opfern des Schwarzen Freitags 1869 gehörte, starb bereits 1872 und wenig später wurde das Anwesen, dessen Errichtung 1,5 Millionen Dollar gekostet hatte, für angeblich 90 000 Dollar an Charles Drelincourt Mathews und dessen Frau Rebecca verkauft. Die Familie Mathews, die aus New York stammte, lebte bis 1938 in dem Landhaus. 1941 ging es in den Besitz der Stadt Norwalk über und der Elms Park, in dem das Haus lag, wurde der Öffentlichkeit zugänglich gemacht. Als Mitte des 20. Jahrhunderts der Abriss drohte, wurde das Lockwood-Mathews Mansion Museum zur Rettung des Bauwerks gegründet. Das Museum soll die Erinnerung an das Viktorianische Zeitalter in den USA aufrechterhalten. Seit dem 30. Dezember 1970 gilt Lockwood-Mathews Mansion als National Historic Landmark und wurde in das National Register of Historic Places aufgenommen.

## Räumlichkeiten im Erdgeschoss
Durch Vestibül und Eingangshalle, die an der westlichen Schmalseite des Gebäudes liegen, gelangt man auf einer geraden Achse in die zentrale achteckige Rotunde des Hauses. Diese Rotunde nimmt die ganze Höhe des Hauses von 42 Fuß ein, wird auf der Höhe des zweiten Stocks von einer Galerie umgeben und erhält ihr Licht von oben. Sie besitzt einen Parkettboden aus fünf verschiedenen Holzarten und einen offenen Kamin und ist unter anderem mit einer Darstellung der Pomona geschmückt.
Von der Rotunde aus gelangt man ins rückwärtige Speisezimmer auf der Ostseite. Dieser Raum wurde von George Platt im Stil der französischen Renaissance gestaltet. Er ist mit Möbeln aus exotischen Hölzern ausgestattet, die für 24 Essensgäste Platz bieten.
In dem nach Norden gelegenen hinteren Teil des Hauses befinden sich einerseits, in unmittelbarer Nachbarschaft zum Speisezimmer, die Küche, andererseits die Billardräume. An der südöstlichen Ecke schließt sich an das Speisezimmer zunächst der sogenannte Drawing Room, eine Art Wohnzimmer, an. Dieser Raum, den die Firma Herter Brothers ausgestattet hatte, wurde mit Hilfe photographischer Aufnahmen in seinen Ursprungszustand zurückversetzt. Das Deckengemälde wurde 1869 von Pierre-Victor Galland geschaffen. Es zeigt Venus im Spiel mit Eroten. Das Bild wurde in Öl auf Leinwand gemalt. In der Mitte der Decke hängt seit 1997 wieder der restaurierte Kronleuchter. Dem Drawing Room ist an der Hausecke der Card Room vorgebaut, der das unterste Geschoss des Ecktürmchens darstellt. 
Die Mitte der Südfront hinter der halbkreisförmigen Terrasse nimmt der ebenfalls von Herter Brothers ausgestattete Music Room ein. Bemerkenswert ist hier insbesondere die malerische Ausgestaltung der Wände und der Deckenfelder.
Der dritte große Raum der Repräsentationsseite des Hauses ist die Bibliothek an der südöstlichen Hausecke. Sie ist im Stil der italienischen Renaissance gehalten und ein Werk des Designers Leon Marcotte. An die Bibliothek schließt sich das sogenannte Conservatory an, das als Wintergarten diente.

## Nutzung
Abgesehen von der Nutzung als Museum dient Lockwood-Mathews Mansion hin und wieder auch als Filmkulisse, so 1975 und 2004 für Die Frauen von Stepford (1975) und Die Frauen von Stepford (2004) und 2022 für die Stephen-King-Verfilmung Mr. Harrigan's Phone.